# Пишитина-Амола (Месина)
Пишитина-Амола је насеље у Италији у округу Месина, региону Сицилија.
Према процени из 2011. у насељу је живело 32 становника. Насеље се налази на надморској висини од 95 м.